# Shooting Star (Kotoko)
Shooting Star è un singolo distribuito da Lantis dal 26 gennaio 2002.
Questo singolo contiene le sigle di apertura e di chiusura della serie TV anime Onegai Teacher. Shooting Star, che è interpretata da Kotoko, è la sigla di apertura mentre Sora no Mori de, interpretata da Mami Kawada, è quella di chiusura.

## Lista tracce
1. Shooting Star (Kotoko) -- 5:24
Testi: Kotoko
Composizione: Shinji Orito
Arrangiamento: Kazuya Takase
2. Sora no Mori de (Mami Kawada) -- 4:15
Testi: Mami Takubo
Composizione: Shinji Orito
Arrangiamento: Kazuya Takase
3. Shooting Star (Off Vocal) -- 5:22
4. Sora no Mori de (Off Vocal) -- 4:14